# Leinzell
Leinzell là một xã nằm ở huyện Ostalbkreis, thuộc bang Baden-Württemberg, Đức.

## Thị trưởng
- 1897–1921: Josef Rist
- 1921–1934: August Ohnewald
- 1934–1945: Anton Lang
- 1945–1946: Anton Ströbel
- 1945–1968: Gustav Vogt
- 1968–1974: Klaus Pick
- 1974–2006: Günter Nesper
- Từ năm 2006: Ralph Leischner